# British Racing Motors
British Racing Motors (kurz B.R.M.) war ein britischer Hersteller von Rennwagen, dem ein Werksteam für den Einsatz in der Formel 1 angegliedert war. Das Team nahm unter der Bezeichnung Owen Racing Organisation zwischen 1951 und 1977 an der Formel-1-Weltmeisterschaft teil und belieferte außerdem unabhängige Kundenteams mit Motoren und anderen Komponenten. Der größte Erfolg der Teamgeschichte war der Gewinn der Fahrerweltmeisterschaft 1962 durch Graham Hill sowie des Konstrukteurstitels im selben Jahr. Nach dem wirtschaftlichen Niedergang wurde es 1977 kurzfristig als Stanley-BRM geführt.

## Unternehmensgeschichte

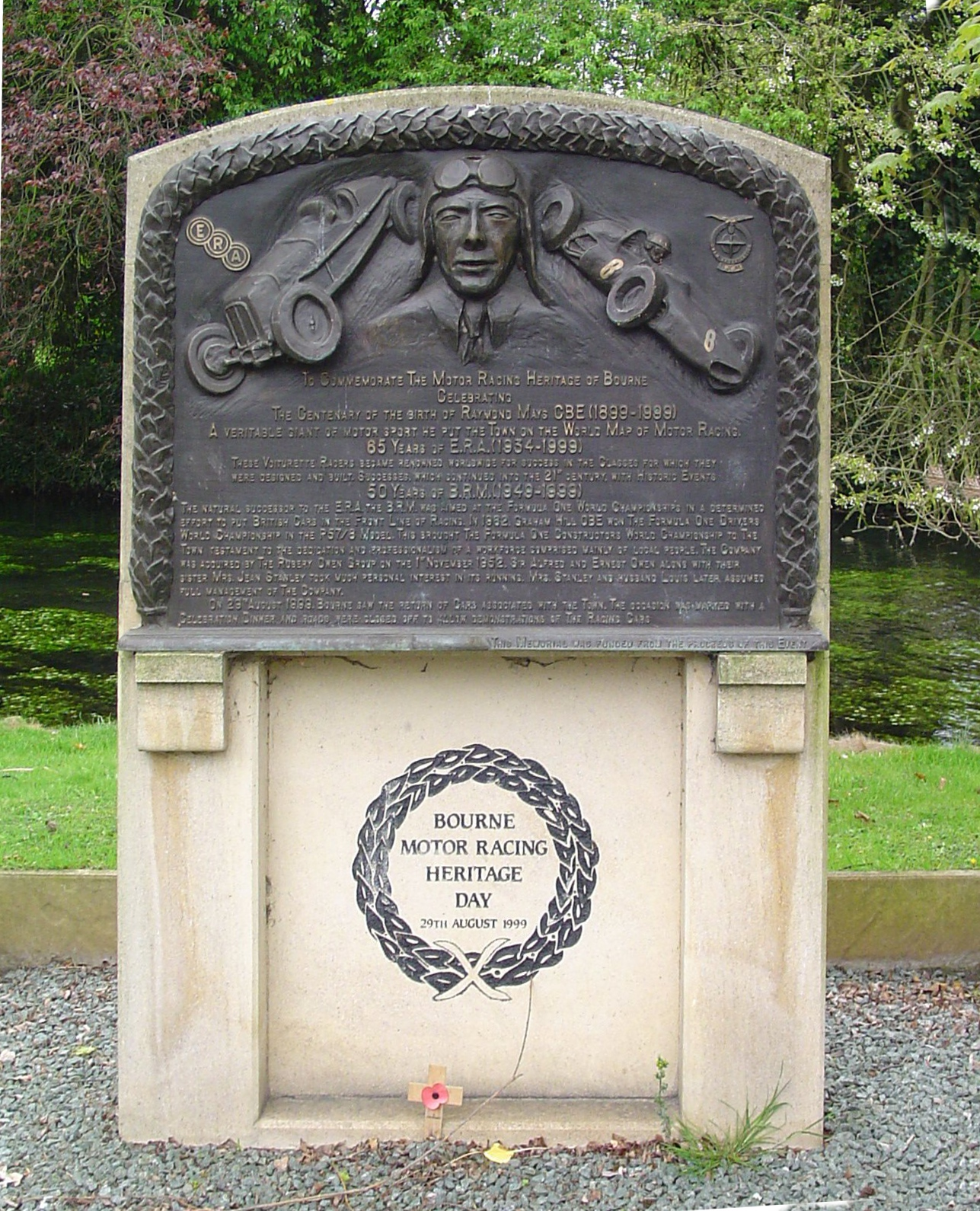
Gedenkstein für den B.R.M.-Gründer Raymond Mays in Bourne

British Racing Motors wurde 1947 vom britischen Rennfahrer Raymond Mays und von Peter Berthon ins Leben gerufen. Hinter der Gründung stand die Idee, verschiedene britische Firmen zu einem nationalen Motorsportprojekt zu vereinen. Mays hatte in der Vorkriegszeit unter anderem für den britischen Hersteller ERA Rennen gefahren. Seinerzeit waren die englischen Konstruktionen den französischen, italienischen und deutschen Herstellern unterlegen gewesen, die für ihre Autos jeweils staatliche Unterstützung erhalten hatten und die gleichsam als Vertreter ihrer Nationen aufgetreten waren. Mays entwickelte während des Krieges die Idee, ein entsprechendes britisches Nationalteam aufzubauen. Das Unternehmen firmierte anfänglich als Automobile Developments Ltd. und war in Bourne, Lincolnshire, ansässig; es nutzte die ehemaligen Werkstätten des Rennwagenherstellers ERA. Mays propagierte seine Idee nach Kriegsende landesweit und erhielt Unterstützung von der britischen Industrie wie auch von der Regierung. Letztlich beteiligten sich rund 100 britische Zulieferer an dem Projekt, zu dessen Finanzierung der British Racing Motor Research Trust aufgelegt wurde. Zu den unterstützenden Unternehmen gehörten Rolls-Royce und Lucas; außerdem sammelte der Trust Geldspenden. Die Entwicklung wurde durch eine breit angelegte landesweite Berichterstattung in der Presse begleitet.
Der Prototyp eines BRM-Rennwagens wurde unter großer öffentlicher Anteilnahme im Sommer 1949 vorgestellt. Zahlreiche technische Probleme, aber auch finanzielle Engpässe verzögerten jedoch das von der britischen Bevölkerung enthusiastisch erwartete Debüt, das letztlich 1950 bei einem nicht zur Weltmeisterschaft zählenden Formel-1-Rennen stattfand. B.R.M. organisierte ein Werksteam, das in den 1950er-Jahren zunächst nur sporadisch an den Start ging und dabei durchgängig enttäuschte.
Wirtschaftliche Schwierigkeiten führten dazu, dass BRM 1952 von dem Unternehmen Rubery Owen übernommen wurde. Seitdem firmierte das Werksteam formal als Owen Racing Organisation. Mays und Berton blieben zunächst im Unternehmen beschäftigt. Unter der Leitung von Alfred Owen konsolidierte sich das Unternehmen in der zweiten Hälfte der 1950er-Jahre. Im Laufe der Jahre wurde B.R.M., das weiterhin alle Bestandteile der Rennwagen selbst herstellte, zu einem „britischen Pendant zu Ferrari“. Ab 1958 kam es zu regelmäßigen werksseitigen Teilnahmen an der Formel-1-Weltmeisterschaft, außerdem verkaufte B.R.M. Motoren und andere technische Komponenten an unabhängige Wettbewerber wie Lotus oder Cooper. Als Motorenlieferant konkurrierte B.R.M. ein Jahrzehnt lang vor allem mit Coventry Climax. Auch komplette Rennwagen wurden an Kundenteams gegeben. Die erfolgreichste Zeit des Formel-1-Werksteams war die 1,5-Liter-Ära zu Beginn der 1960er-Jahre: 1962 gewann B.R.M. mit Graham Hill die Fahrer- und darüber hinaus auch die Konstrukteursweltmeisterschaft, danach folgten drei Vizemeisterschaften. Mit Beginn der 3,0-Liter-Ära 1966 ließ der Erfolg des Werksteams nach; B.R.M. rutschte ins Mittelfeld ab. Teamchef Louis Stanley, ein Schwager Alfred Owens, überforderte wiederholt die Leistungsfähigkeit des Unternehmens, indem er kostenintensive Projekte wie einen Sechzehnzylinder-H-Motor (1966) oder ein aus sechs Autos bestehendes Werksteam (1972) initiierte. Mit dem Tod Alfred Owens im Jahr 1975 entfiel die bis dahin gesicherte Finanzierung des Unternehmens. 1976 kam es zur Krise. B.R.M. zog sich nach nur einem Rennen aus der laufenden Formel-1-Weltmeisterschaft zurück. 
Das Unternehmen wurde 1976 liquidiert. Der bisherige Teamchef Louis Stanley übernahm einen Teil des Inventars und baute auf dieser Grundlage ein Stanley-BRM genanntes Team als Nachfolger auf. Der Versuch des Neustarts 1977 misslang allerdings. Ohne Sponsoren und mit wechselnden Paydrivern wurde B.R.M. zum „Flop“.

## Das B.R.M.-Werksteam in der Formel 1

### 1951 bis 1957 – Die ersten Auftritte

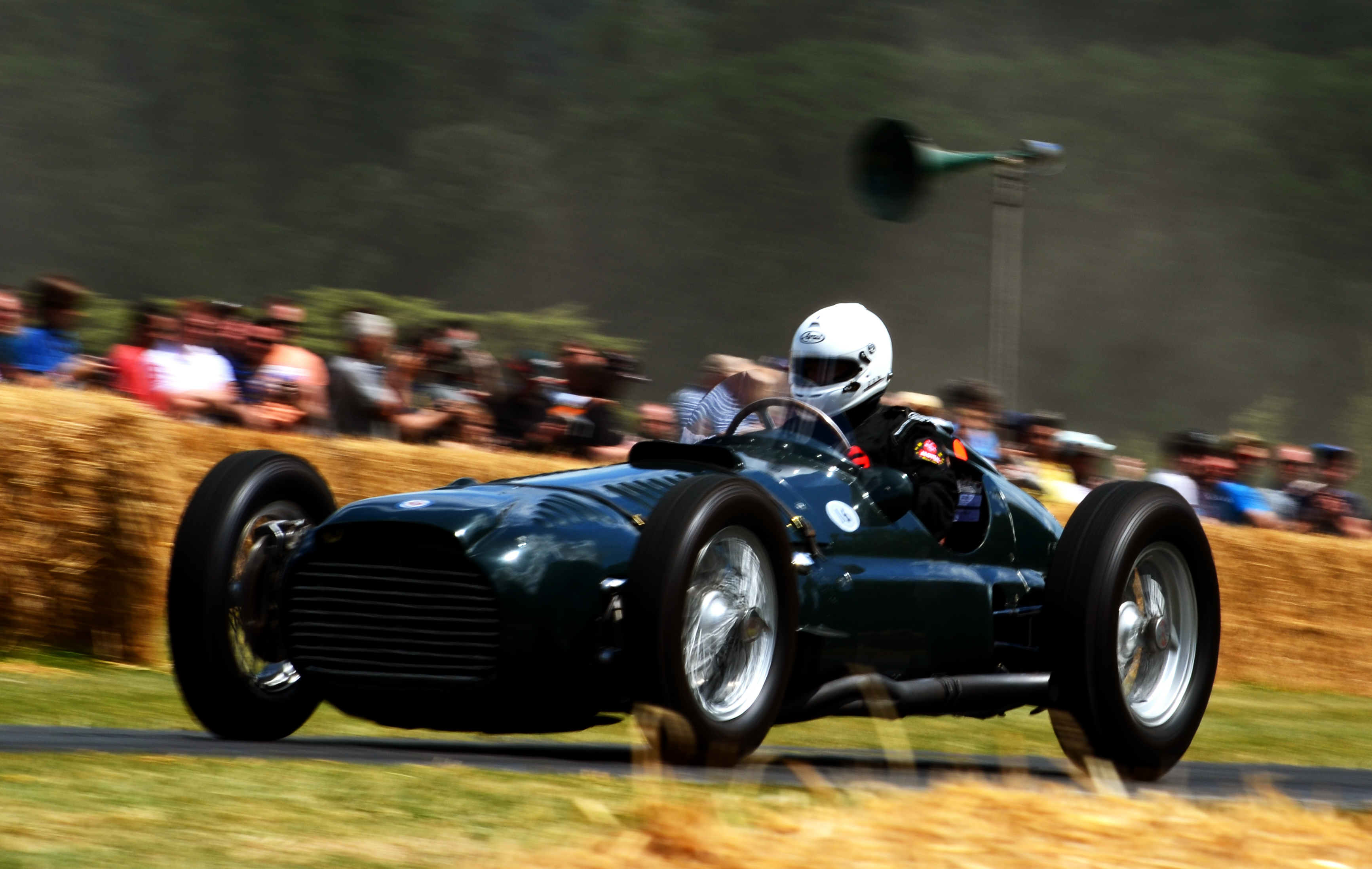
Der erste B.R.M.: der P15

Die erste B.R.M.-Konstruktion war der P15, ein technisch ambitioniertes Projekt mit einem vorn eingebauten Sechzehnzylinder-V-Motor,
mit dessen Entwicklung das kleine Unternehmen finanziell und organisatorisch überfordert war. Der Wagen kam nur selten zum Einsatz. Ihm fehlte die notwendige Zuverlässigkeit, und die Leistung, die B.R.M. versprach, wurde tatsächlich nicht erreicht. Zahlreiche etablierte Piloten fuhren den P15 in den frühen 1950er-Jahren, unter ihnen Juan Manuel Fangio und José Froilán González. Keiner von ihnen konnte erfolgreich ein Rennen beenden. Stirling Moss bezeichnete den B.R.M. P15 rückblickend als „den schlechtesten Rennwagen, den er jemals gefahren ist.“
1950 kam es bei einem nicht zur WM zählenden Rennen in Silverstone zum Debüt, doch Raymond Sommer schied mit dem B.R.M. P15 bereits beim Start aus. Zwar gewann Reg Parnell im Herbst ein schwach besetztes Rennen in Goodwood, dennoch zog man sich wieder zurück, um den Wagen weiterzuentwickeln. Seinen ersten WM-Auftritt feierte B.R.M. beim Großen Preis von Großbritannien 1951: Reg Parnell erreichte immerhin Rang fünf, allerdings mit fünf Runden Rückstand. In den Jahren 1952 und 1953 wurde die Fahrer-Weltmeisterschaft nach dem Formel-2-Reglement ausgetragen, B.R.M. verzichtete auf die Entwicklung eines solchen Fahrzeuges und trat nur bei wenigen Nicht-WM-Läufen an. Erst 1955 kehrte man mit dem neuen P25 an die Rennstrecken zurück. In den Formel-1-Saison 1956 und 1957 bestritten unter anderem Mike Hawthorn, Tony Brooks und Ron Flockhart vereinzelt Rennen, zu WM-Punkten reichte es aber noch nicht.

### 1958 bis 1961 – Erste Erfolge
In der Formel-1-Saison 1958 gelangen die ersten Erfolge, Harry Schell und Jean Behra belegten beim Grand Prix der Niederlande in Zandvoort hinter Stirling Moss die Plätze zwei und drei; weitere regelmäßige Ankünfte in den Punkterängen ergaben am Ende den vierten Rang der Konstrukteurs-WM. In der Saison 1959 konnte Jo Bonnier beim Großen Preis der Niederlande den ersten Sieg der Briten in einem WM-Lauf feiern. Anfang der Saison 1960 kam mit Graham Hill der erfolgreichste B.R.M.-Pilot zum Team, der neue P48 war jedoch noch zu defektanfällig, außer vereinzelten Punkteplätzen waren dem Team wenig Erfolge beschieden. Noch schlechter verlief das Jahr 1961, und Teambesitzer Alfred Owen forderte Erfolge und drohte mit dem Ende des Rennstalls.

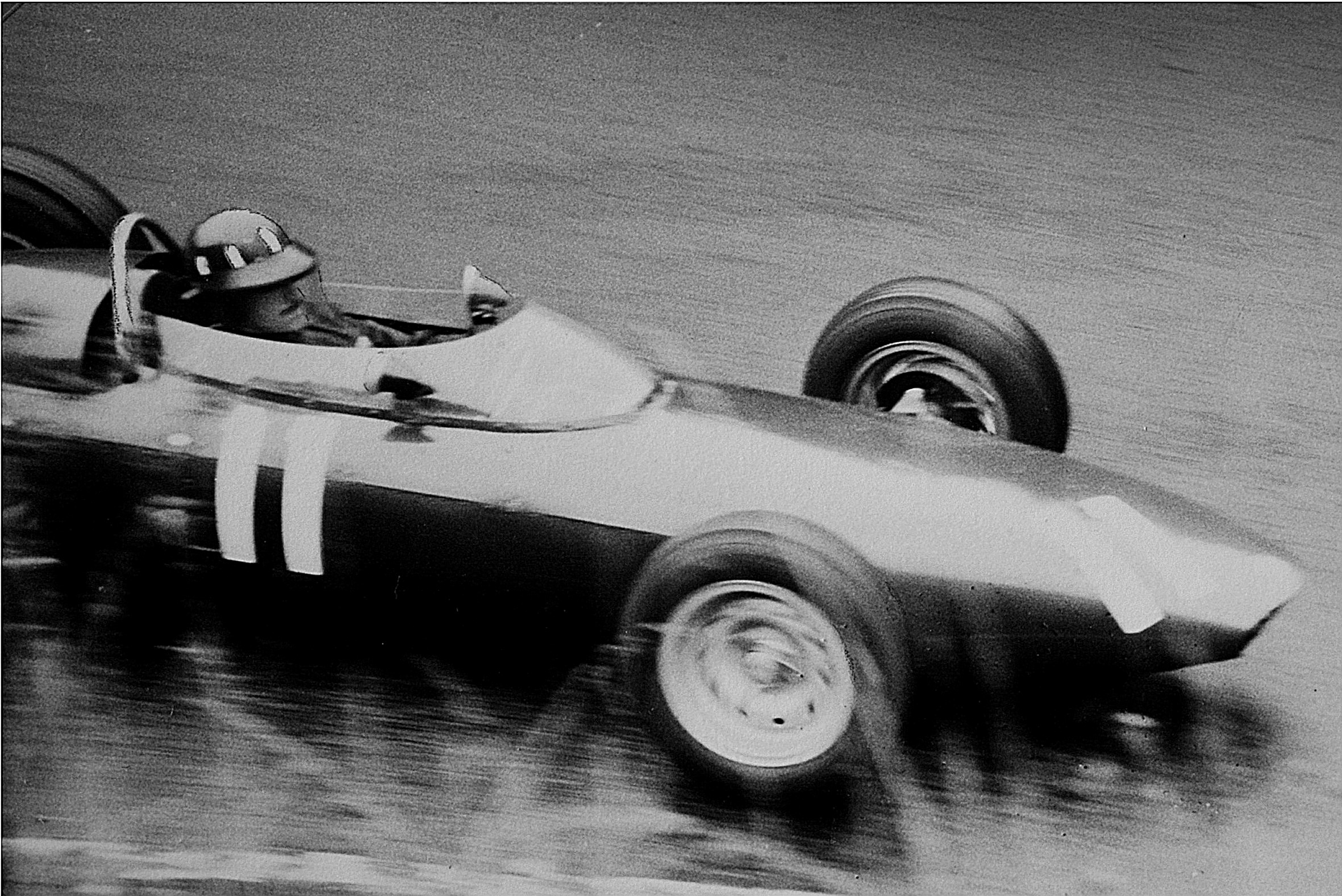
Graham Hill auf einem BRM P57
beim Grand Prix von Deutschland 1962

### 1962 – Der Triumph
In der Saison 1962 stieß Richie Ginther zum Team, und gemeinsam mit Stammfahrer Graham Hill konnten sie auf dem BRM P57 mit dem Gewinn des Konstrukteurstitels den größten Erfolg in der Geschichte des Teams feiern. Mit Siegen in den Niederlanden, Deutschland, Italien und Südafrika wurde Hill auch Fahrer-Weltmeister.

### 1963 bis 1965 – Abonnement auf Platz 2
Nach den Siegen wurde B.R.M. zum gefragten Motorlieferanten und so fuhren mehrere Teams mit B.R.M.-Triebwerken. Im Jahr 1963 musste man sich allerdings dem überragenden Jim Clark im Lotus geschlagen geben, ebenso 1964 John Surtees im Ferrari. Graham Hills Siege führten jedes Mal zu Rang zwei in der Konstrukteurs-WM. In der Saison 1965 konnte der spätere dreimalige Weltmeister Jackie Stewart auf B.R.M. eine erste Talentprobe seines Könnens abliefern. Hills Siege in Monaco und den USA und Stewarts Triumph in Italien ergaben erneut Platz zwei in der Fahrer- (Hill) und Konstrukteurs-WM.

### 1966 bis 1969 – Der beginnende Niedergang

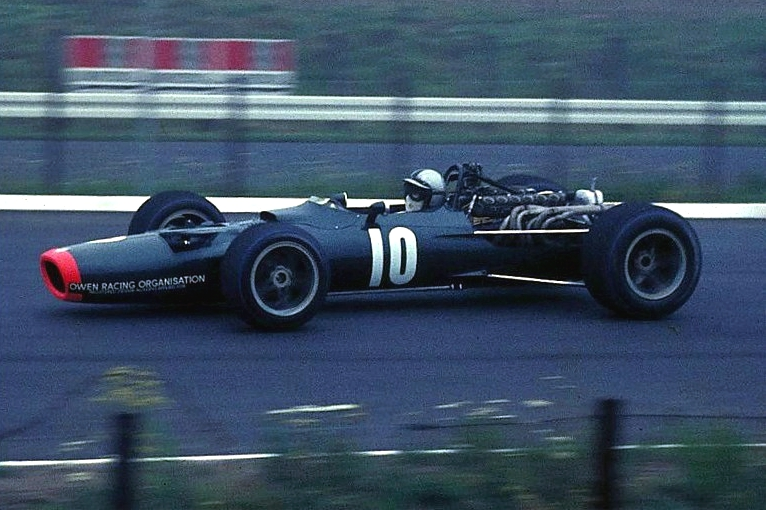
Pedro Rodríguez 1968 auf dem Nürburgring

Die Formel-1-Saison 1966 brachte ein neues Motorenreglement und der neue P83 mit dem neuentwickelten H-16 Motor BRM 75 war unausgereift – Stewart gewann noch mit dem alten P261 mit V8-Motor den Saisonauftakt in Monaco, sonst gab es aber wenig Grund zum Jubeln. Ende der Saison verließ Hill das Team und wurde durch Mike Spence ersetzt, doch 1967 brachte nur zwei Podiumsplätze von Stewart in Belgien und Frankreich. Die Saison 1968 war unruhig. Stewart verließ das Team, um in Ken Tyrrells Rennstall mit Matra-Chassis anzutreten. Spence starb vor dem ersten europäischen Rennen nach einem Unfall in Indianapolis. Er sollte zunächst durch Chris Irwin ersetzt werden, der aber eine Woche nach Spence seinerseits einen schweren Unfall hatte und den Motorsport daraufhin aufgab. BRM gab das Cockpit letztlich an Richard Attwood, der allerdings schwache Leistungen zeigte und für die nordamerikanischen Rennen zu Saisonende durch Bobby Unser ersetzt wurde. Piers Courage, der für das BRM-Junior-Team Reg Parnell Racing fuhr, hatte sich ebenfalls Hoffnungen auf ein Cockpit im Werksteam gemacht, konnte sich bei der BRM-Leitung aber nicht durchsetzen. Die einzige Konstante war Pedro Rodríguez, der alle Rennen für das Team bestritt. Die Ergebnisse waren schwach. Zwei zweite und zwei dritte Plätze ergaben Rang fünf der Konstrukteurs-WM. Noch schlechter war 1969, als John Surtees und Jackie Oliver lediglich einen dritten Platz und zwei weitere Zielankünfte notieren konnten.

### 1970 bis 1974 – Das letzte Aufbäumen

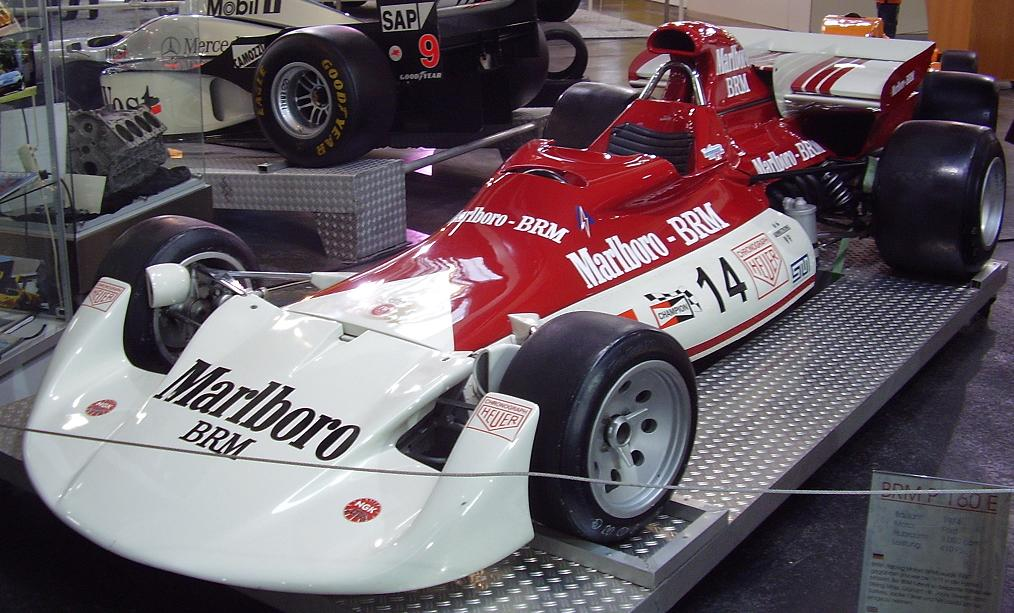
Marlboro
B.R.M. P180 (Baujahr: 1972)

1970 übergab Alfred Owen die Teamleitung seiner Schwester Jean Stanley, Tony Southgate wurde als Entwicklungschef geholt und Pedro Rodríguez konnte beim  Grand Prix von Belgien 1970 den ersten B.R.M.-Sieg seit vier Jahren bejubeln. In der Saison 1971 gelangen mit Jo Sifferts Sieg in Österreich und Peter Gethins Erfolg in Italien erneut zwei Siege, doch verunglückte der Schweizer Siffert Ende des Jahres in Brands Hatch tödlich. Er blieb der einzige Pilot, der den Tod am Steuer eines B.R.M. fand. 1972 kam Jean-Pierre Beltoise zum Team und konnte in Monaco gewinnen – es sollte der letzte B.R.M.-Sieg gewesen sein. Der junge Österreicher Niki Lauda bestritt neben Beltoise und Clay Regazzoni die Saison 1973 am Steuer der Briten und konnte dabei immerhin Enzo Ferrari auf sich aufmerksam machen – für die Italiener wurde er später zweimal Weltmeister. 1974 holte B.R.M. noch den siebten Rang der Konstrukteurs-WM, mit dem zweiten Platz in Südafrika konnte Beltoise das letzte Erfolgserlebnis der Briten sicherstellen.

### 1975 bis 1977 – Das Ende
Nach dem Tod Alfred Owens 1975, der das Team stets großzügig finanziell unterstützt hatte, ging B.R.M. in Konkurs. Unter dem Namen Stanley-BRM versuchte man 1975 einen Neubeginn, die Piloten Mike Wilds und Bob Evans holten jedoch 1975 keinen einzigen Punkt. Nach einer Pause 1976 verkündete man für 1977 die Rückkehr. Der neuentwickelte P207 geriet jedoch zum Flop, und nachdem man es meist nicht geschafft hatte, sich für das Rennen zu qualifizieren, verschwand das Team Ende 1977 von der Motorsportbühne.

## Fazit
Mit 17 Siegen bei WM-Läufen liegt B.R.M. auf Platz acht der ewigen Bestenliste und hat mit Graham Hill auch einen Fahrer- und einen Konstrukteurstitel zu Buche stehen. Der erste international agierende britische Rennstall nach dem Zweiten Weltkrieg öffnete auch späteren Teams wie Lotus und Cooper die Tür und hat das Verdienst, den späteren Weltmeistern Jackie Stewart und Niki Lauda den Weg nach oben gebahnt zu haben.